# 離散空間
数学の位相空間論周辺分野における離散空間（りさんくうかん、英: discrete space）は、その点がすべてある意味で互いに「孤立」しているような空間で、位相空間（またはそれと同様の構造）の非常に単純で極端な例の一つを与える。

## 定義
X を集合とする。
- X 上の離散位相 (discrete topology) とは、X の任意の部分集合を X の開集合とすることによって定まる位相をいう（このとき全ての部分集合は閉集合にもなる）。X が離散位相空間であるとは、それが離散位相を備えた位相空間であることをいう。
- X 上の離散一様系 とは、X の対角集合 Δ = {(x, x) : x ∈ X} ⊂ X × X の任意の上位集合を近縁と定めることによって与えられる一様系をいう。X が離散一様空間であるとは、それが離散一様系を備えた一様空間であることをいう。
- X 上の離散距離 ρ は{\displaystyle \rho (x,y)={\begin{cases}1&{\mbox{if}}\ x\neq y,\\0&{\mbox{if}}\ x=y\end{cases}}\quad (x,y\in X)}で与えられる。このとき、距離空間 (X, ρ) は離散距離空間あるいは孤立点集合と呼ばれる。
- 距離空間 (X, d) の部分集合 S が X において離散であるとは、S の各点 x に対し、適当な δ > 0 が（x ごとに）存在して、x 以外の S の各点 y に対して d(x, y) > δ とできるときにいう。このような集合は孤立点から成る。また、部分集合 S が距離空間 X において一様離散であるとは、適当な定数 ε > 0 が存在して、S の任意の相異なる二点に対して d(x, y) > ε とできるときにいう。

距離空間 (E, d) が一様離散空間であるとは、適当な定数 r > 0 が存在して、E の任意の二点 x, y について、x = y か d(x, y) > r のいずれかが成立することをいう。距離空間の位相は、距離が一様離散で無い場合でも、離散位相になることがある。例えば、実数全体の成す集合の通常の距離に関して、集合 {1, 1/2, 1/4, 1/8, …} がそのような空間の例を与える。

## 性質
離散距離空間上の一様系は離散一様系であり、離散一様空間上の位相は離散位相である。故に、先に離散空間として挙げたいくつかの概念は、互いに両立する。他方、一様空間あるいは距離空間として離散でないものの中に、その位相が離散位相となるものが存在する。例えば、実数直線における通常の距離からくる距離空間 X := {1/n : n = 1, 2, 3, …} を考えると、これが離散距離空間でないこと、また（完備でないから）一様空間としても離散でないことは明らかである。にもかかわらず、これは離散位相を備えた離散位相空間になる。すなわち、この X は「位相的に離散」だが、「一様離散」でも「距離的に離散」でもないということになる。
さらに以下のようなことが成り立つ。
- 離散空間の位相次元は 0 である。
- 位相空間が離散であるための必要十分条件は、その一元集合が必ず開になることであり、あるいはそれが集積点を一切含まないことである。
- 単元集合の全体は、離散位相に対する開基を成す。
- 一様空間 X が離散であるための必要十分条件は、その対角集合 Δ が近縁をなすことである。
- 任意の離散位相空間は各種の分離公理を全て満たす。特に、任意の離散空間はハウスドルフ空間、つまり分離空間である。
- 離散空間がコンパクトであることと、それが有限集合であることとは同値である。
- 任意の離散一様空間あるいは離散距離空間は必ず完備空間である。
- 上二つの事実をあわせれば、任意の離散一様または距離空間が全有界であるための必要十分条件は、それが有限集合であることである。
- 任意の離散距離空間は有界空間である。
- 任意の離散空間は第一可算空間であり、さらに第二可算空間であることと可算であることとが同値になる。
- 少なくとも二点を含む任意の離散空間は完全不連結である。
- 任意の空でない離散空間は、ベールの第二類である。
- 濃度が同じ二つの離散空間は互いに同相である。
- 任意の離散空間は離散距離によって距離化可能である。
- 有限空間が距離化可能なのは、それが離散空間であるときに限る。
- X が位相空間で Y が離散位相を備えた集合ならば、X は X × Y によって十分に被覆される（射影が所期の被覆になる）。

離散位相空間から他の位相空間への任意の写像は連続であり、離散一様空間から他の一様空間への任意の写像は一様連続になる。つまり、離散空間 X は位相空間と連続写像の圏および一様空間と一様連続写像の圏における X 上の自由対象である。これらのことは、離散構造が集合上自由であるというより広い現象の例になっている。
距離空間の場合は、距離空間の圏においては射の取りようによって複数の圏を考えうるから、事態はより複雑になる。射として一様連続写像の全体や連続写像の全体を取れば、確かに離散位相空間は自由だが、これでは一様構造や位相構造について考えただけで、距離構造については何も言っていないに等しい。距離構造についてより関連のある圏は、射をリプシッツ連続写像や弱縮小写像に限ればよいが、これらの圏は（二元以上を持つ集合上で）自由対象を持たない。それでも、離散距離空間は有界距離空間とリプシッツ連続写像の圏における自由対象であり、1 で押さえられる有界距離空間と弱縮小写像の圏における自由対象となる。すなわち、離散距離空間からベルの有界距離空間への任意の写像はリプシッツ連続になり、離散距離空間から別の 1 で押さえられる有界距離空間への任意の写像は弱縮小になる。
別な方向で考えると、位相空間 Y から離散空間 X への写像 f が連続になるための必要十分条件は、それが局所定数函数になる（つまり、Y の各点の近傍でその上で f が定数となるようなものが存在する）になることである。

## 応用例
離散構造は、集合上にほかに自然な位相や一様系、距離が入らないときの「何もしない構造」としてもよく用いられる。また、離散構造は特定の仮定における「極端な」例としても用いられる。例えば、任意の群は離散位相を与えることにより位相群と考えることができ、それにより位相群に対する結果を任意の群に対して適用することができる。実際、代数学で研究されてきた通常の非位相群について、解析学的に離散群として言及することがある。これはいくつかの場合において実際に有効に応用されており、例えば、ポントリャーギン双対などが得られている。0-次元位相多様体（あるいは可微分多様体や解析的多様体）は離散位相空間に他ならないから、任意の離散群を 0-次元リー群と見ることもできる。
自然数全体の成す離散空間の可算無限個のコピーの直積は、無理数全体の成す空間に同相であり、同相写像は連分数展開によって与えられる。二点から成る離散空間 {0, 1} の可算無限個のコピーの直積はカントール集合に同相であり、この直積に直積一様系を考えれば、実は一様同相になる。この同相写像は三進展開から得られる（カントール空間を参照）。
数学基礎論において、{0, 1} の積のコンパクト性の研究は、（選択公理よりも弱い）超フィルター原理への位相的取り組みにおいて中心的である。

## 密着位相
離散空間の対極にあるのが密着空間である（密着空間の位相は自明位相とも呼ばれる）。これは開集合の数が可能な限り最小（つまり空集合と全体集合のみ）となるような空間である。離散位相が始対象・自由対象であるのに対して、密着位相は終対象・余自由対象になる。つまり、位相空間「から」密着空間「への」任意の写像は連続になる、などの性質がなりたつ。